# Peter Althin
Carl Peter Althin, född 6 november 1941 i Lund i Skåne, är en svensk advokat och politiker (kristdemokrat). Han var ordinarie riksdagsledamot 2002–2007, invald för Skåne läns södra valkrets. Han var ledamot i Kristdemokraternas partistyrelse 2001–2011 och i Kriminalvårdens styrelse.

## Biografi
Peter Althin är son till arkeologen Carl-Axel Althin och bror till Anders Althin.
Althin avlade juristexamen 1968 vid Lunds universitet och blev advokat 1974. Bland hans mest uppmärksammade klienter kan Tony Olsson, Helge Fossmo, Mehdi Ghezali, Joy Rahman, Peter Sunde, Mijailo Mijailović och Mats Alm nämnas.
Althin blev ledamot i Sveriges riksdag 2002, där han från 2004 var ledamot av dess justitieutskott. 2002–2004 var han suppleant i Justitieutskottet, och 2002–2003 samt under 2006 var han även suppleant av Konstitutionsutskottet. Han anlitas ofta av tidningar och etermedia, inte bara när det gäller de rättsfall han är engagerad i, utan även när samhällsfrågor av mer generell natur är aktuella. Även som riksdagsledamot fortsatte han att arbeta som advokat. År 2016 framträdde han för sista gången i rätten.
Den 24 oktober 2007 meddelade Althin att han avsåg att lämna sitt riksdagsuppdrag av åldersskäl. Otto von Arnold utsågs till ny ordinarie riksdagsledamot från och med 5 november 2007 sedan Althin avsagt sig sitt uppdrag.
Från december 2009 till april 2013 var han ordförande i Republikanska föreningen. Peter Althin har debatterat och verkat för rättssäkerhetsfrågor i tidningar, radio och TV.
Althin lämnade 2015 Kristdemokraterna i protest mot att Ebba Busch Thor blev partiledare, med motiveringen Jag hör inte hemma i det högerparti som den nya partiledaren har ambitionen att forma partiet till. Han nämner också partiets  rop på "hårdare tag", där Althin istället förespråkat förebyggande åtgärder i utsatta miljöer.